# Jan Mniewski (zm. 1666/1667)
Jan Mniewski herbu Ogończyk (zm. w 1666/1667 roku) – kasztelan brzeziński w latach 1649-1666, podsędek łęczycki w latach 1644-1649, surogator łęczycki w latach 1635-1648, cześnik łęczycki w latach 1635-1643, pisarz grodzki łęczycki.
Poseł na sejm 1639 roku, sejm 1645 roku.